# Fleury-sur-Orne
Fleury-sur-Orne é uma comuna francesa na região administrativa da Normandia, no departamento Calvados. Estende-se por uma área de 6,75 km². Em 2010 a comuna tinha 5 023 habitantes (densidade: 744,1 hab./km²).